# Carol Dempster
Carol Dempster (Duluth, 9 dicembre 1901 – La Jolla, 1º febbraio 1991) è stata un'attrice statunitense che lavorò negli anni del cinema muto.

## Biografia
Nata a Duluth, nel Minnesota, Carol Dempster iniziò la sua carriera cinematografica sotto le ali del suo protettore, il leggendario regista David Wark Griffith. Il suo primo film lo girò a 15 anni, recitando nel kolossal Intolerance, dove era una delle ragazze che si trovavano nell'harem. Carol diventò una delle attrici favorite di Griffith che la utilizzò nei suoi film degli anni venti, suscitando l'irritazione di Mae Marsh e Lillian Gish. La giovane attrice ebbe una relazione con il regista molto più anziano di lei al tempo della sua separazione dalla moglie Linda Arvidson.
La carriera dell'attrice durò fino al 1926. Il suo ultimo film fu L'angoscia di Satana dove recitò accanto a Ricardo Cortez, Adolphe Menjou e la vamp di origine ungherese Lya De Putti. Dopo questo film, Carol Dempster si ritirò dalle scene e, nel 1929, sposò Edwin S. Larson, un facoltoso banchiere.
Morì a La Jolla, in California, nel 1991 all'età di 89 anni. Venne sepolta al Forest Lawn Memorial Park di Glendale.

## Filmografia
- Intolerance: Love's Struggle Throughout the Ages, regia di D.W. Griffith (1916)
- Lillian Gish in a Liberty Loan Appeal (1918)
- La fanciulla che cerca amore (The Greatest Thing in Life), regia di D.W. Griffith (1918)
- The Hope Chest, regia di Elmer Clifton (1918)
- Il romanzo della Valle Felice (A Romance of Happy Valley), regia di D.W. Griffith (1919)
- Le vestali dell'amore (The Girl Who Stayed at Home), regia di D.W. Griffith (1919)
- Amore sulle labbra (True Heart Susie), regia di D.W. Griffith (1919)
- Per la figlia (Scarlet Days), regia di D.W. Griffith (1919)
- Il fiore dell'isola (The Love Flower), regia di D.W. Griffith (1920)
- Agonia sui ghiacci (Way Down East), regia di D.W. Griffith (1920)
- Amore d'altri tempi (Dream Street), regia di D.W. Griffith (1921)
- Sherlock Holmes, regia di Albert Parker (1922)
- Notte agitata (One Exciting Night), regia di D.W. Griffith (1922)
- La rosa bianca (The White Rose), regia di D.W. Griffith (1923)
- America, regia di D.W. Griffith (1924)
- Isn't Life Wonderful, regia di D.W. Griffith (1924)
- Zingaresca (Sally of the Sawdust), regia di D.W. Griffith (1925)
- L'uragano (That Royle Girl), regia di D.W. Griffith (1925)
- L'angoscia di Satana (The Sorrows of Satan), regia di D.W. Griffith (1926)